# Netelia neotropica
Netelia neotropica är en stekelart som först beskrevs av Brethes 1927.  Netelia neotropica ingår i släktet Netelia och familjen brokparasitsteklar. Inga underarter finns listade i Catalogue of Life.